# Pływanie w płetwach
Pływanie w płetwach (ang. Finswimming, fr. Nage aves palmes) – dyscyplina sportu podwodnego. Główną organizacją na świecie sprawującą kontrolę nad zawodami sportowymi jest Światowa Konfederacja Sportów Podwodnych (CMAS). W Polsce natomiast jest to Polski Związek Płetwonurkowania (PZPn).

## Historia
W 1951 roku Luigi Ferraro zorganizował pierwsze w historii zawody w pływaniu w płetwach, które odbyły się na otwartym morzu w pobliżu Genui. W 1955 roku zorganizował kilkuetapowe wydarzenie noszące nazwę „100 km along the Adriatic Sea”. Zawody ponownie odbyły się na morzu otwartym. Średni dystans pomiędzy etapami mierzył 10km. W 1958 roku zorganizowano pierwsze zawody w Związku Radzieckim. Pierwsze Mistrzostwa Europy w pływaniu w płetwach zorganizowano w Locarno w 1969 roku. W 1972 rozpoczęto wykorzystywać monopłetwę, co pozwoliło na znaczne poprawienie rekordów czasowych. W 1976 roku odbyły się pierwsze Mistrzostwa Świata, których gospodarzem był Hanower. Pływanie w płetwach zadebiutowało w 1981 na World Games odbywających się w Santa Clara. Pierwsze Długodystansowe Mistrzostwa Świata zostały zorganizowane w Paryżu w 1988 roku, a rok później odbyły się pierwsze Mistrzostwa Świata Juniorów w węgierskim mieście Dunaújváros. Pierwsze zawody z osobną kategorią bi-fins odbyły się w 2007 roku. W sierpniu 2012 po raz pierwszy udało się pokonać barierę 14 sekund na dystansie 50m, dokonał tego Pawel Kabanow (Rosja).

## Zasady oraz opis dyscypliny

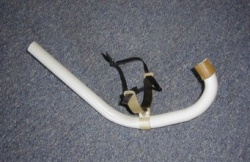
fajka do nurkowania

### Sprzęt

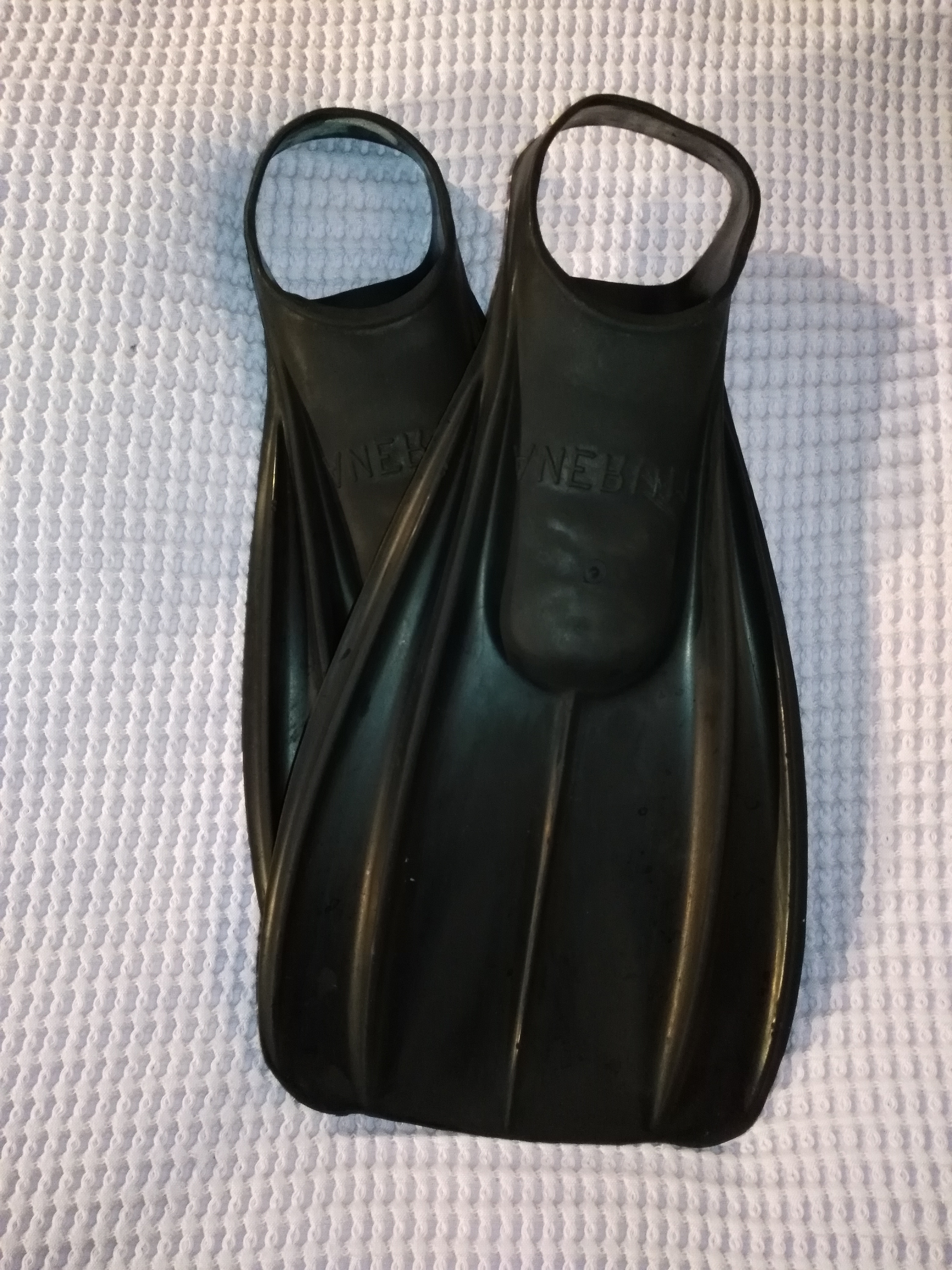
bi-fins

Sprzęt wykorzystywany przez zawodników to monopłetwy, bi-fins, aparaty oddechowe, butle z powietrzem, fajki oddechowe, stroje startowe oraz czepki. Maksymalne ciśnienie w butlach z powietrzem musi wynosić 200 barów, a minimalna pojemność to 0,4 litra.

### Kategorie wiekowe
| Grupa wiekowa | Kod | Zasięg wiekowy   | Ograniczenia                                                                    |
| ------------- | --- | ---------------- | ------------------------------------------------------------------------------- |
| Senior        | A   | 18 lat i więcej  | brak                                                                            |
| Junior        | B   | 16–17 lat        | brak                                                                            |
| Junior        | C   | 14–15 lat        | Maksymalny dystans na wodach otwartych 8km                                      |
| Junior        | D   | 12–13 lat        | Maksymalny dystans na wodach otwartych 6km Maksymalny dystans pod wodą (AP) 25m |
| Junior        | E   | mniej niż 11 lat | Brak zawodów międzynarodowych                                                   |
| Master        | V0  | 25–34 lat        | brak                                                                            |
| Master        | V1  | 35–44 lat        | brak                                                                            |
| Master        | V2  | 45–54 lat        | brak                                                                            |

### Konkurencje

#### Bi-fins

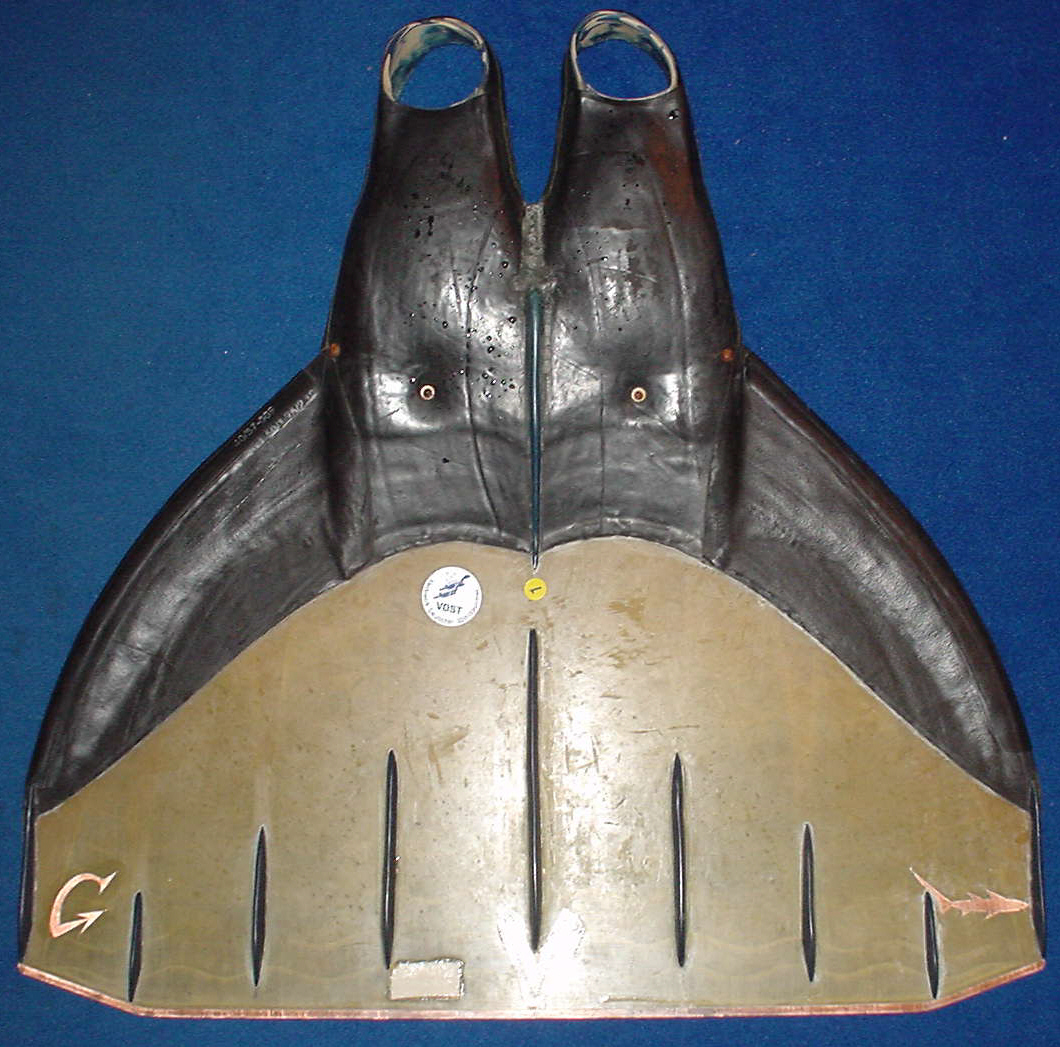
monopłetwa

Bi-fins (stereo-fins, BF) – konkurencja wykorzystująca dwie osobne płetwy oraz fajki do nurkowania. Rywalizacja odbywa się na dystansach 50 m, 100 m, 200 m, 400 m oraz inne, dowolne dystanse na wodach otwartych. Maksymalny dystans możliwy do przebycia pod wodą po starcie lub nawrocie to 15 m, pozostałą część wyścigu zawodnicy muszą pozostawać na powierzchni.

#### Po powierzchni
Po powierzchni (surface, SF) – konkurencja wykorzystująca monopłetwę oraz fajkę do nurkowania. Rywalizacja odbywa się na dystansach 50m, 100m, 200m, 400m, 800m, 1500m oraz inne, dowolne dystanse na wodach otwartych. Maksymalny dystans możliwy do przebycia pod wodą po starcie lub nawrocie to 15m, pozostałą część wyścigu zawodnicy muszą pozostawać na powierzchni.

#### Pod wodą
Pod wodą (apnoea, apnea, AP) – konkurencja wykorzystująca jedynie monopłetwę. Rywalizacja odbywa się na dystansach 25m dla zawodników w wieku 12–13 lat oraz 50m dla pozostałych. Podczas startu zawodnik musi cały dystans pokonać pod wodą. Konkurencja nie jest rozgrywana na wodach otwartych ze względu na bezpieczeństwo zawodników.

#### Z aparatem oddechowym i butlą
Z aparatem oddechowym i butlą (immersion finswimming, IM) – konkurencją wykorzystująca aparat oddechowy wraz z butlą z powietrzem oraz monopłetwę. Konkurencja odbywa się na dystansach 100m i 400m (dawniej również 800m, lecz zrezygnowano z tego dystansu). Podczas startu zawodnik musi pokonać cały dystans pod wodą. Konkurencja nie jest rozgrywana na wodach otwartych ze względu na bezpieczeństwo zawodników.

## Najważniejsze imprezy sportowe na świecie

### Zawody CMAS

#### Mistrzostwa Świata
Rozgrywane są co dwa lata. Organizowane są zawody osobne dla juniorów oraz seniorów.

#### Puchar Świata
Cykl zawodów rozgrywanych podczas roku kalendarzowego. Do klasyfikacji generalnej brane pod uwagę są dwa wyniki z najlepszych dla zawodnika zawodów oraz wynik z finału. Każdy wynik przeliczany jest na punkty. Aby zostać sklasyfikowanym nie trzeba brać udziału w każdych zawodach z cyklu Pucharu Świata.

#### Mistrzostwa Kontynentalne
Tak jak w przypadku Mistrzostw Świata organizowane są co dwa lata z osobnymi zawodami dla juniorów oraz seniorów.

### World Games
Pływanie w płetwach od 1981 roku jest dyscypliną na World Games, aby zawodnik mógł wystartować na tej imprezie musi spełnić minima startowe ustanowione przez CMAS.

## Najważniejsze imprezy sportowe w Polsce

### Zawody PZPn

#### Mistrzostwa Polski
Organizowane są co roku na krytej pływalni o długości 50m.

#### Klubowy Puchar Polski
Cykl zawodów organizowanych w całej Polsce na pływalniach o różnych długościach (25m i 50m). Do klasyfikacji generalnej brane pod uwagę są dwa najlepsze wyniki oraz wynik z zawodów finałowych. Wyniki przeliczane są na punkty. Aby zostać sklasyfikowanym nie trzeba brać udziału we wszystkich zawodach Pucharu Polski. Kluby zdobywają punkty z każdych zawodów i następnie wynik jest zliczany ze wszystkich zawodów z cyklu. Do wyniku wliczane są 3 najlepsze starty w kategorii chłopców/mężczyzn oraz dziewczyn/kobiet w każdej z kategorii wiekowych (łącznie 30 wyników). Wliczane są również wyniki 3 najlepszych sztafet, wynik sztafet mnożony jest przez 3.

#### Mistrzostwa Polski w pływaniu długodystansowym w płetwach
Organizowane są co roku na wodach otwartych. Zawodnicy rywalizują na jednym dystansie w każdej kategorii wiekowej w dwóch konkurencjach – Bi-fins oraz monopłetwie.

#### Amatorskie Mistrzostwa Polski w pływaniu długodystansowym w płetwach
Organizowane są bezpośrednio po startach zawodników z ważnymi licencjami PZPn podczas Mistrzostw Polski w pływaniu długodystansowym w płetwach. Amatorzy mogą rywalizować w jednej konkurencji w poszczególnych kategoriach wiekowych.